# Eriogonum kennedyi
Eriogonum kennedyi är en slideväxtart som beskrevs av Thomas Conrad Porter och S. Wats.. Eriogonum kennedyi ingår i släktet Eriogonum och familjen slideväxter.

## Underarter
Arten delas in i följande underarter:
- E. k. alpigenum
- E. k. austromontanum
- E. k. pinicola
- E. k. purpusii